# Dance (Our Own Party)
A Dance (Our Own Party) (magyarul: Tánc (A saját bulink)) a máltai The Busker együttes dala, mellyel Máltát képviselték a 2023-as Eurovíziós Dalfesztiválon Liverpoolban. A dal 2023. február 11-én, a máltai nemzeti döntőben, a Malta Eurovision Song Contestben megszerzett győzelemmel érdemelte ki a dalversenyen való indulás jogát.

## Eurovíziós Dalfesztivál
2022 novemberében a Máltai Közszolgálati Műsorsugárzó bejelentette, hogy az együttes résztvevője lesz a 2023-as Malta Eurovision Song Contest máltai eurovíziós nemzeti döntőnek. Dance (Our Own Party) című versenydalukat a január 20-i második válogatóban adták elő először, ahonnan továbbjutottak az elődöntőbe és a döntő. Az utolsó fordulóban a szakmai zsűri és a nézők szavazatai alapján megnyerték a válogatóműsort, így ők képviselhetik hazájukat az Eurovíziós Dalfesztiválon.
A dalfesztivál előtt Barcelonában, Varsóban, Tel-Avivban, Madridban, Amszterdamban és Londonban eurovíziós rendezvényeken népszerűsítették versenydalukat.
A dalt először a május 9-én megrendezett első elődöntőben fellépési sorrendben másodikként adták elő, a Norvégiát képviselő Alessandra Queen of Kings című dala után és a Szerbiát képviselő Luke Black Samo mi se spava című dala előtt. Az elődöntőben a nézői szavazatok pontjai alapján nem került be a dal a május 13-án megrendezésre került döntőbe. Ez volt sorozatban a második alkalom, hogy Málta nem jutott tovább.
A következő máltai induló Sarah Bonnici Loop című dala volt a 2024-es Eurovíziós Dalfesztiválon.

### Kapott pontok
Első elődöntő
| Szavazat | Össz | Szavazó országok | Szavazó országok | Szavazó országok | Szavazó országok | Szavazó országok | Szavazó országok | Szavazó országok | Szavazó országok | Szavazó országok | Szavazó országok | Szavazó országok | Szavazó országok | Szavazó országok | Szavazó országok | Szavazó országok | Szavazó országok | Szavazó országok | Szavazó országok    | Szavazó országok |
| Szavazat | Össz | Norvégia         | Szerbia          | Lettország       | Portugália       | Írország         | Horvátország     | Svájc            | Izrael           | Moldova          | Svédország       | Azerbajdzsán     | Csehország       | Hollandia        | Finnország       | Franciaország    | Németország      | Olaszország      | A Világ többi része |                  |
| -------- | ---- | ---------------- | ---------------- | ---------------- | ---------------- | ---------------- | ---------------- | ---------------- | ---------------- | ---------------- | ---------------- | ---------------- | ---------------- | ---------------- | ---------------- | ---------------- | ---------------- | ---------------- | ------------------- | ---------------- |
| Nézők    | 3    |                  |                  |                  |                  |                  |                  |                  | 2                |                  |                  |                  |                  |                  |                  |                  |                  |                  | 1                   |                  |

## Háttér
A Magic 91.7 máltai rádióállomásnak adott interjúban az együttes frontembere, Dav.Jr elmondta, hogy a dal eredetileg egy gitárkísérettel előadott ballada lett volna, és az Un/lovable címet viselte. A dal a végleges hangzását a szaxofon hozzáadásával nyerte el.